# Puerto Peñasco International Airport
Puerto Peñasco International Airport är en flygplats i Mexiko.   Den ligger i kommunen Puerto Peñasco och delstaten Sonora, i den nordvästra delen av landet, 2 000 km nordväst om huvudstaden Mexico City. Puerto Peñasco International Airport ligger 11 meter över havet.
Terrängen runt Puerto Peñasco International Airport är mycket platt. Runt Puerto Peñasco International Airport är det mycket glesbefolkat, med 4 invånare per kvadratkilometer. Närmaste större samhälle är Puerto Peñasco, 4,4 km söder om Puerto Peñasco International Airport. Trakten runt Puerto Peñasco International Airport är ofruktbar med lite eller ingen växtlighet.